# Михайлівка (Шептицький район)
Миха́йлівка — село в Україні, у Белзькій міській громаді Шептицького району Львівської області. Населення становить 117 осіб.

## Історія
Колишня німецька колонія. На 1 січня 1939 року в селі мешкало 300 осіб, з них 20 українців-греко-католиків, 15 євреїв, 245 німців і 20 поляків.

## Населення

### Мова
Розподіл населення за рідною мовою за даними перепису 2001 року:
| Мова       | Кількість | Відсоток |
| ---------- | --------- | -------- |
| українська | 117       | 100%     |